# 訃報 2003年
訃報 2003年（ふほう 2003ねん）は、2003年（平成15年）中に物故した人物をまとめたものである。詳細は月別訃報記事を参照のこと。

## 月別の訃報記事一覧
- 訃報 2003年1月
- 訃報 2003年2月
- 訃報 2003年3月
- 訃報 2003年4月
- 訃報 2003年5月
- 訃報 2003年6月
- 訃報 2003年7月
- 訃報 2003年8月
- 訃報 2003年9月
- 訃報 2003年10月
- 訃報 2003年11月
- 訃報 2003年12月

## 関連書籍
- 『現代物故者事典（2003 - 2005）』日外アソシエーツ、2006年3月。ISBN 978-4-8169-1969-5。